# جیمز فرانسیس ادوارد استوارت
جیمز فرانسیس ادوارد استوارت (به انگلیسی: James Francis Edward Stuart)، شاهزادهٔ ولز (۱۰ ژوئن ۱۶۸۸ تا ۱ ژانویه ۱۷۶۶)، با نام مستعار پیرِ مدعی امپراتوری، پسر جیمز دوم و هفتم پادشاه مخلوع انگلستان و ایرلند، و اسکاتلند و ماری مدنا، همسر دوم او بود. به‌ این ترتیب، او پس از مرگ پدرش در ۱۷۰۱ ادعای پادشاهی‌های انگلستان، اسکاتلند و ایرلند (در مقام جیمز سوم انگلستان و ایرلند و جیمز هشتم اسکاتلند) را داشت، که در این مقام‌ها توسط پسرعمه خود لوئی چهاردهم پادشاه فرانسه به عنوان: پادشاه انگلستان، اسکاتلند و ایرلند به رسمیت شناخته شد. پس از مرگ او در سال ۱۷۶۶، پسرش چارلز ادوارد استوارت جوان در توالی جانشینی یعقوبی جانشین او شد. در صورتی که پدرش عزل نشده بود، بریتانیای کبیر می‌توانست در طول عمر او تنها دو شاه؛ خود او و پدرش، را داشته باشد که هر دو کاتولیک رومی بودند. به جای آن هفت شاه در این دوره وجود دارد: پدرش، ویلیام سوم، مری دوم، ملکه آن، جرج یکم، جرج دوم و جرج سوم. اگر چه حکومت پروتستان استوارت‌ها با درگذشت خواهر ناتنی او، ملکه آن از میان رفت، استوارت‌های باقیمانده جیمز و پسرانش، و تلاش آنان برای بازپس گرفتن تاج و تخت در حالی که هنوز به مذهب کاتولیک خود پایبند بودند وضعیت سیاسی در انگلستان را متزلزل ساخته بود. از تلاش‌های آنها در تاریخ به عنوان یعقوبیسم یاد می‌شود.